# Italienische Fußballmeisterschaft 1925/26
Die Italienische Fußballmeisterschaft 1925/26 war die 25. italienische Fußballmeisterschaft, die von der Federazione Italiana Giuoco Calcio (FIGC) ausgetragen wurde. Italienischer Meister 1925/26 wurde Juventus Turin. Zunächst fand eine Aufteilung in Lega Nord (der Norden Italiens) und Lega Sud (der Süden des Landes) statt, es wurde für Lega Nord und Lega Sud jeweils ein Sieger ermittelt, die in einem nationalen Endspiel den italienischen Meister 1925/26 ausspielten.

## Meisterschaft

### Lega Nord
Gruppe 1
| Pl. | Verein          | Sp. | S  | U | N  | Tore    | Punkte |
| --- | --------------- | --- | -- | - | -- | ------- | ------ |
| 1.  | FC Bologna      | 22  | 17 | 4 | 1  | 074:200 | 38     |
| 2.  | FBC Turin       | 22  | 16 | 4 | 2  | 067:280 | 36     |
| 3.  | FC Modena       | 22  | 11 | 3 | 8  | 045:300 | 25     |
| 4.  | Hellas Verona   | 22  | 10 | 5 | 7  | 058:480 | 25     |
| 5.  | Inter Mailand   | 22  | 10 | 5 | 7  | 044:380 | 25     |
| 6.  | AS Casale       | 22  | 9  | 4 | 9  | 042:320 | 22     |
| 7.  | SG Andrea Doria | 22  | 9  | 3 | 10 | 037:500 | 21     |
| 8.  | FBC Brescia     | 22  | 8  | 3 | 11 | 038:510 | 19     |
| 9.  | Novara Calcio   | 22  | 6  | 6 | 10 | 040:420 | 18     |
| 10. | Udinese Calcio  | 22  | 5  | 3 | 14 | 038:750 | 13     |
| 11. | Pisa SC         | 22  | 5  | 2 | 15 | 023:650 | 12     |
| 12. | AC Legnano      | 22  | 3  | 4 | 15 | 022:490 | 10     |

Gruppe 2
| Pl. | Verein             | Sp. | S  | U | N  | Tore    | Punkte |
| --- | ------------------ | --- | -- | - | -- | ------- | ------ |
| 1.  | Juventus Turin     | 22  | 17 | 3 | 2  | 068:140 | 37     |
| 2.  | US Cremonese       | 22  | 13 | 3 | 6  | 041:250 | 29     |
| 3.  | CFC Genua          | 22  | 13 | 2 | 7  | 048:290 | 28     |
| 4.  | Calcio Padova      | 22  | 11 | 3 | 8  | 055:330 | 25     |
| 5.  | US Livorno         | 22  | 11 | 3 | 8  | 043:450 | 25     |
| 6.  | SG Sampierdarenese | 22  | 10 | 3 | 9  | 038:430 | 23     |
| 7.  | SG Pro Vercelli    | 22  | 9  | 4 | 9  | 042:310 | 22     |
| 8.  | AC Mailand         | 22  | 10 | 2 | 10 | 043:390 | 22     |
| 9.  | AC Reggiana        | 22  | 7  | 3 | 12 | 030:500 | 17     |
| 10. | US Alessandria     | 22  | 7  | 2 | 13 | 041:480 | 16     |
| 11. | AC Parma           | 22  | 5  | 2 | 15 | 023:580 | 12     |
| 12. | AC Mantova         | 22  | 2  | 4 | 16 | 024:810 | 08     |

Finale
|            | Gesamt |                | Hinspiel | Rückspiel | 3. Spiel |
| ---------- | ------ | -------------- | -------- | --------- | -------- |
| FC Bologna | 3:4    | Juventus Turin | 2:2      | 0:0       | 1:2      |

Damit war Juventus Turin als Sieger der Lega Nord für das nationale Finale um die italienische Meisterschaft 1925/26 qualifiziert.

### Lega Sud
Latium
| Pl. | Verein         | Sp. | S | U | N  | Tore    | Punkte |
| --- | -------------- | --- | - | - | -- | ------- | ------ |
| 1.  | Alba Roma      | 10  | 8 | 1 | 1  | 041:130 | 17     |
| 2.  | Fortitudo Roma | 10  | 8 | 0 | 2  | 035:130 | 16     |
| 3.  | Lazio Rom      | 10  | 6 | 2 | 2  | 045:270 | 14     |
| 4.  | Audace Roma    | 10  | 3 | 1 | 6  | 027:420 | 07     |
| 5.  | Roman FC       | 10  | 2 | 2 | 6  | 014:280 | 06     |
| 6.  | Pro Roma       | 10  | 0 | 0 | 10 | 005:440 | 0      |

Marken
|               | Gesamt |               | Hinspiel | Rückspiel |
| ------------- | ------ | ------------- | -------- | --------- |
| AC Anconitana | 9:3    | AC Maceratese | 7:2      | 2:1       |

Kampanien
| Pl. | Verein          | Sp. | S | U | N | Tore    | Punkte |
| --- | --------------- | --- | - | - | - | ------- | ------ |
| 1.  | FBC Internaples | 8   | 7 | 1 | 0 | 035:400 | 15     |
| 2.  | Ilva Bagnolese  | 8   | 5 | 1 | 2 | 020:800 | 11     |
| 3.  | US Casertana    | 8   | 4 | 0 | 4 | 011:210 | 08     |
| 4.  | AC Stabia       | 8   | 3 | 0 | 5 | 013:220 | 06     |
| 5.  | FC Puteolana    | 8   | 0 | 0 | 8 | 005:290 | 0      |

Apulien
| Pl. | Verein             | Sp. | S | U | N | Tore    | Punkte |
| --- | ------------------ | --- | - | - | - | ------- | ------ |
| 1.  | Pro Italia Taranto | 8   | 6 | 2 | 0 | 014:400 | 14     |
| 2.  | Liberty Bari       | 8   | 5 | 0 | 3 | 011:800 | 10     |
| 3.  | Audace Taranto     | 8   | 4 | 1 | 3 | 011:900 | 09     |
| 4.  | Ideale Bari        | 8   | 0 | 5 | 3 | 006:900 | 05     |
| 5.  | US Foggia          | 8   | 0 | 2 | 6 | 001:130 | 02     |

Sizilien
|             | Gesamt |              | Hinspiel | Rückspiel |
| ----------- | ------ | ------------ | -------- | --------- |
| FBC Palermo | 7:1    | US Messinese | 7:0      | 0:1       |

### Halbfinale
Gruppe 1
| Pl. | Verein          | Sp. | S | U | N | Tore    | Punkte |
| --- | --------------- | --- | - | - | - | ------- | ------ |
| 1.  | FBC Internaples | 8   | 5 | 3 | 0 | 023:500 | 13     |
| 2.  | Fortitudo Roma  | 8   | 4 | 3 | 1 | 015:900 | 11     |
| 3.  | AC Anconitana   | 8   | 4 | 1 | 3 | 016:130 | 09     |
| 4.  | Liberty Bari    | 8   | 2 | 3 | 3 | 018:180 | 07     |
| 5.  | US Messinese    | 8   | 0 | 0 | 8 | 002:290 | 0      |

FBC Internaples qualifizierte sich für das Finale der Lega Sud.
Gruppe 2
| Pl. | Verein             | Sp. | S | U | N | Tore    | Punkte |
| --- | ------------------ | --- | - | - | - | ------- | ------ |
| 1.  | Alba Roma          | 8   | 6 | 2 | 0 | 019:800 | 14     |
| 2.  | Ilva Bagnolese     | 8   | 5 | 2 | 1 | 022:800 | 12     |
| 3.  | Pro Italia Taranto | 8   | 4 | 2 | 2 | 015:110 | 10     |
| 4.  | FBC Palermo        | 8   | 1 | 0 | 7 | 010:150 | 02     |
| 5.  | AC Maceratese      | 8   | 1 | 0 | 7 | 005:290 | 02     |

Alba Roma qualifizierte sich für das Finale der Lega Sud.
Finale
|           | Gesamt |                 | Hinspiel | Rückspiel |
| --------- | ------ | --------------- | -------- | --------- |
| Alba Roma | 7:2    | FBC Internaples | 6:1      | 1:1       |

Damit komplettierte Alba Roma als Sieger der Lega Sud das Endspiel um die nationale Meisterschaft 1925/26 und traf dort auf Juventus Turin.

### Finale
|                | Gesamt |           | Hinspiel | Rückspiel |
| -------------- | ------ | --------- | -------- | --------- |
| Juventus Turin | 12:10  | Alba Roma | 7:1      | 5:0       |

Damit gewann Juventus Turin die italienische Fußballmeisterschaft 1925/26. Dies war der zweite von bis heute 31 Meistertiteln für den heutigen Rekordmeister.

## Meistermannschaft
(in Klammern sind die Spiele und Tore angegeben)
| Juventus Turin | Juventus Turin |
| -------------- | --- |
| Juventus Turin | - Tor: Gianpiero Combi (27/-); Ezio Sclavi (1/-) - Verteidigung: Luigi Allemandi (17/-); Guido Gianfardoni (5/-); Rasetto (1/-); Virginio Rosetta (24/-) - Mittelfeld: Giovanni Barale (7/-); Oreste Barale (1/-); Carlo Bigatto (26/-); Tommaso Caudera (1/-); Giuseppe Grabbi (5/-); Mario Meneghetti (22/1); József Viola (24/2) - Sturm: Camillo Fenili (3/-); Mario Ferrero (16/-); Corrado Gariglio (1/-); Ferenc Hirzer (26/35); Federico Munerati (22/9); Mario Paniati (4/-); Piero Pastore (20/26); Giuseppe Torriani (27/3); Antonio Vojak (17/6) - Trainer: Jenő Károly |